# Oxydoréductase

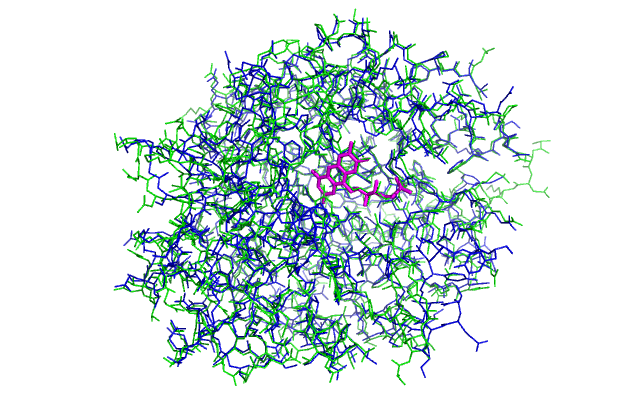
Isomères de la 12-oxophytodiénoate réductase OPR3 (bleu) et OPR1 (vert) avec le cofacteur FMN (rose).

En biochimie, les oxydoréductases sont des enzymes catalysant les réactions d'oxydoréduction en transférant les ions H+ et des électrons.
Elles sont associées à des coenzymes d'oxydoréduction (NAD, FAD, FMN, etc.).
Plusieurs de ces enzymes sont connues en tant que :
- oxydases ;
- réductases ;
- peroxydases ;
- monooxygénases ;
- dioxygénases ;
- hydrogénases ;
- déshydrogénases.

Certaines de ces enzymes produisent des radicaux libres, d'autres (superoxyde dismutases, glutathion peroxydases, catalases) sont impliquées dans la réponse au stress oxydatif, formant la première ligne de défense contre les dérivés réactifs de l'oxygène.

## Réactions
Une enzyme catalysant une réaction du type :
A− + B → A + B−
est par exemple une oxydoréductase. Dans cet exemple, A est le réducteur (donneur d'électron) et B l'oxydant (accepteur d'électron).
Dans les réactions biochimiques, les réactions rédox sont parfois plus difficiles à identifier en tant que telles, à l'image de la réaction de glycolyse :
Pi + glycéraldéhyde-3-phosphate + NAD+ → NADH + H+ + 1,3-bisphosphoglycérate.
Dans cette réaction, NAD+ est l'oxydant et le glycéraldéhyde-3-phosphate le réducteur.
Les oxydoréductases catalysent les réactions où des molécules sont oxydées par le mouvement d'électrons ou d'atomes H de la 1re molécule. Ces réactions sont couplées à des réductions sur une autre molécule, en général, NAD+ ou NADP+ ou FAD. 
Il y a 3 grandes catégories : 
- oxydases (fixation d'un O) ;
- déshydrogénases (départ de 2H) ;
- réductases (fixation de 2H).

## Classification
Les oxydoréductases sont classées EC 1 dans la nomenclature EC des enzymes. Les oxydoréductases peuvent être ensuite divisées en 22 sous-catégories :
- EC 1.1 qui regroupe les oxydoréductases qui agissent sur les groupes donneurs CH-OH (alcool oxydoréductase) ;
- EC 1.2 qui regroupe les oxydoréductases qui agissent sur les groupes donneurs aldéhyde ou cétone ;
- EC 1.3 qui regroupe les oxydoréductases qui agissent sur les groupes donneurs CH-CH (CH-CH oxydoréductases) ;
- EC 1.4 qui regroupe les oxydoréductases qui agissent sur les groupes donneurs CH-NH2 (acide aminé oxydoréductases, monoamine oxydase) ;
- EC 1.5 qui regroupe les oxydoréductases qui agissent sur les groupes donneurs CH-NH ;
- EC 1.6 qui regroupe les oxydoréductases qui agissent sur le NADH ou le NADPH ;
- EC 1.7 qui regroupe les oxydoréductases qui agissent sur les autres groupes donneurs contenant de l'azote ;
- EC 1.8 qui regroupe les oxydoréductases qui agissent sur les autres groupes donneurs contenant du soufre ;
- EC 1.9 qui regroupe les oxydoréductases qui agissent sur les autres groupes donneurs de type hème ;
- EC 1.10 qui regroupe les oxydoréductases qui agissent sur les diphénols et composés proches donneurs ;
- EC 1.11 qui regroupe les oxydoréductases qui agissent sur les peroxydes comme accepteurs (peroxydases) ;
- EC 1.12 qui regroupe les oxydoréductases qui agissent sur l'hydrogène comme donneur (hydrogénase) ;
- EC 1.13 qui regroupe les oxydoréductases qui agissent sur les donneurs seuls avec incorporation de molécule de dioxygène (monoxygénases) ;
- EC 1.14 qui regroupe les oxydoréductases qui agissent sur les donneurs appariés avec incorporation de molécule de dioxygène (dioxygénases) ;
- EC 1.15 qui regroupe les oxydoréductases qui agissent sur les radicaux superoxydes accepteurs (Superoxyde dismutases) ;
- EC 1.16 qui regroupe les oxydoréductases qui oxydent les ions métalliques ;
- EC 1.17 qui regroupe les oxydoréductases qui agissent sur les groupes CH ou CH2 ;
- EC 1.18 qui regroupe les oxydoréductases qui agissent sur les protéines fer-soufre donneuses ;
- EC 1.19 qui regroupe les oxydoréductases qui agissent sur la flavodoxine réduite donneuse ;
- EC 1.20 qui regroupe les oxydoréductases qui agissent sur les donneurs phosphore ou arsenic ;
- EC 1.21 qui regroupe les oxydoréductases qui agissent sur les groupes X-H et Y-H pour former une liaison X-Y ;
- EC 1.97 qui regroupe les autres oxydoréductases.